# Stefan Kacperski
Stefan Kacperski (ur. 25 marca 1926 w Piotrkowie Trybunalskim, zm. 24 września 1976 w Łodzi) – polski prawnik, sędzia, działacz turystyki pieszej w Polskim Towarzystwie Turystyczno-Krajoznawczym (PTTK).

## Nauka, studia
Liceum Ogólnokształcące ukończył w Piotrkowie Trybunalskim i na Uniwersytecie Łódzkim (UŁ) rozpoczął studia prawnicze, które w 1949 ukończył.
W 1955 ukończył studia eksternistyczne w zakresie socjologii na Wydziale Filozoficzno-Historycznym UŁ.

## Praca zawodowa
Pracę w sądownictwie rozpoczął w 1950 w Sądzie Wojewódzkim dla m. Łodzi. Potem był sędzią w Sądzie Powiatowym, przewodniczącym I Wydziału Cywilnego Sądu Powiatowego dla Dzielnicy Łódź-Śródmieście. Nominację na stanowisko sędziego Sądu Wojewódzkiego dla m. Łodzi uzyskał w 1954. Następnie był sędzią w III Wydziale Cywilnym Rewizyjnym Sądu Wojewódzkiego w Łodzi.

## Działalność społeczna
Działał w wielu organizacjach społecznych między innymi w Bratniej Pomocy studentów UŁ, Zrzeszeniu Sportowym "Ogniwo", był członkiem założycielem TKKF i T (w latach 1957–1960 był wiceprezesem Zarządu Miejskiego) oraz był delegatem na I, II i III Zjazd Krajowy TKKF.

## Społeczna działalność w turystyce i krajoznawstwie
Od 1950 był członkiem Polskiego Towarzystwa Tatrzańskiego (PTT) i Polskiego Towarzystwa Krajoznawczego (PTK) a od 1951 PTTK (które w Łodzi w 1951 powstało z połączenia PTK i PTT).
Działał głównie w Komisji Turystyki Pieszej. Uprawnienia przodownika Turystyki Pieszej uzyskał w 1962.
Także w 1962 zdobył uprawnienia przewodnika miejskiego i terenowego na miasto Łódź i województwo łódzkie.
Od 1954 był członkiem Oddziałowej Komisji Turystyki Pieszej i w latach 1954–1956 był jej przewodniczącym.
W latach 1956–1960 był wiceprzewodniczącym, a później przewodniczącym Komisji Rewizyjnej Oddziału Łódzkiego PTTK.
Od 1960 działał w Zarządzie Głównym PTTK gdzie pełnił funkcję wiceprezesa Głównej Komisji Rewizyjnej (w latach 1960–1965), członka Komisji Statutowo – Regulaminowej ZG (w latach 1960–1972), a w latach 1965–1973 był członkiem Głównego Sądu Koleżeńskiego.
Od 1968 był społecznym opiekunem zabytków.

## Odznaczenia
- Złoty Krzyż Zasługi
- Złota Honorowa Odznaka PTTK,
- Złota Odznaka "Zasłużony Działacz Turystyki"
- Medal 100 – lecia Turystyki Polskiej.

## Miejsce spoczynku
Zmarł w dniu 24 września 1976 w Łodzi. Spoczywa na cmentarzu w Piotrkowie Trybunalskim.